# Tatere
Ordet tatere er blevet brugt i to forskellige betydninger: Dels som en gammel betegnelse for romaer (sigøjnere) på dansk, norsk og svensk, dels (inspireret af den første betydning) som betegnelse for grupper af fattige omstrejfere, der ernærede sig ved dårligt betalt arbejde som natmand. I 1600- og 1700-tallet har sådanne omstrejfende grupper været ganske talrige i såvel Danmark som en række andre europæiske lande.

## De første romaer i Danmark
Den første gang, romaer nævnes i forbindelse med Danmark, er i 1505, hvor kong Hans modtog et brev fra sin morbror, kong Jakob 4. af Skotland, der anmodede ham om at tage godt mod en trup, anført af Antonius Gagimo fra "lille Ægypten", som var på "pilgrimsrejse" i Europa. Der vides i øvrigt intet om denne trups ophold i Danmark, men i 1512 omtales den i Stockholm som en gruppe af tatere, og dette ord blev i de følgende århundreder den mest almindelige betegnelse for romaer i de nordiske lande. Selve ordet tater kommer af tatar. Betegnelsen blev i begyndelsen af 1500-tallet ofte brugt i flæng om folk, som kom østfra eller om folk fra Asien i al almindelighed.

## Omstrejfere i 1600-tallet og senere
I 1600-tallet strejfede fattige horder af indfødte og indvandrere om på landevejene mange steder i Europa. Krige, pest, hungersnød, invaliditet og andre forhold ødelagde tilværelsen for mange og forvandlede fastboende til et omkringstrejfende proletariat - ofte en rædsel for omgivelserne og en stor bekymring for myndighederne. I egne af Sjælland regner man med, at 10 % af befolkningen var omstrejfere. De fleste var indfødte, men grupperne optog også enkelte af fremmed oprindelse, bl.a. forhenværende soldater blandt de lejesoldater, der havde deltaget i århundredets europæiske krige. Disse omstrejfere ernærede sig ved tiggeri og tyveri eller ved arbejde, der almindeligvis blev opfattet som "uærligt". F.eks. flåede de heste og selvdøde dyr, kørte latrin bort (natmænd) eller gik bødlen til hånde (rakkere). De talte i nogle tilfælde rotvælsk indbyrdes, hvilket tjente til at gøre deres samtaler uforståelige for andre.
De omstrejfende omtalte sig ofte som skøjere (eller skojere), efter hollandsk skooien = at tigge. Af omgivelserne blev de betegnet som bl.a. "kæltringer",  glarmesterfolket, "de rejsende" - eller tatere. Man tog det dengang som en selvfølge, at de var efterkommere af indvandrede romaer. Det blev imidlertid senere skarpt afvist af folkemindesamleren Hans Peter Hansen, der efter grundige undersøgelser nåede frem til, at de i udseende og navneskik ikke adskilte sig fra den øvrige befolkning, og derfor var af indenlandsk æt. 

## Tatere i kunsten
Forfattere som Steen Steensen Blicher og Carit Etlar omfattede disse omstrejfergrupper med stor interesse og skildrede dem meget fantasifuldt og helt uhistorisk i noveller og romaner, hvor de benyttede den gamle betegnelse tater. I Carit Etlars berømte romaner om svenskekrigene er Gøngehøvdingens højre hånd, Ib, således tater i betydningen natmand og hesteslagter. Ligeledes portrætterede den jyske maler Hans Smidth tatere i 1800-tallet.